# Vlnový balík
Vlnový balík je vlnová funkce vzniklá superpozicí rovinných vln s vektorem šíření {\displaystyle {\textbf {k}}} z intervalu {\displaystyle [{\textbf {k}},{\textbf {k}}+\Delta {\textbf {k}}]}. Slouží k popisu částice, jejíž současné hodnoty polohy a hybnosti jsou vázány relacemi neurčitosti. Tedy její lokalizace v čase {\displaystyle t} je známa s neurčitostí {\displaystyle \Delta x_{i}\approx {\frac {2\pi }{\vert \Delta k_{i}\vert }},i=1,2,3}